# Ернст-Генріх Шмаузер
Ернст-Генріх Шмаузер (нім. Ernst-Heinrich Schmauser; 18 січня 1890 — 31 грудня 1945) — німецький офіцер і політик, обергруппенфюрер СС, генерал поліції і військ СС.

## Біографія
Син торговця Ернста Шмаузера. Учасник Першої світової війни, командир роти 183-го піхотного полку. В лютому 1919 року демобілізований, працював касиром банку в Цвікау. Член «Сталевого шолома». 1 березня 1930 року вступив в НСДАП (квиток № 215 704) і СА. 14 жовтня 1930 року перейшов з СА в СС (квиток №3 359), стояв біля витоків формування цієї організації. З 15 грудня 1930 року — командир 7-го штандарта СС (Цвіккау, потім Плауен). У липні-листопаді 1932 і з листопада 1933 року — депутат Рейхстагу. З 27 серпня 1932 року — керівник 16-го абшніта СС (Галле), з 15 липня 1933 року — оберабшніта СС «Південь» (Мюнхен). Шмаузер зіграв велику роль в підготовці «Ночі довгих ножів», один з організаторів вбивства Ернста Рема. З 1 квітня 1936 по 7 травня 1941 року — керівник оберабшніта СС «Майн» (Нюрнберг). З 20 травня 1941 по 20 лютого 1945 року — вищий керівник СС і поліції на Південному Сході (зі штаб-квартирою в Бреслау), одночасно з 26 червня 1941 по 23 лютого 1945 року — оберабшніта СС «Юго-Восток». З 21 січня 1942 року — прусський провінційний радник. Взятий в полон радянськими військами. Помер в таборі.

## Сім'я
5 листопада 1921 року одружився з Ільмою Мотес, членом Націонал-соціалістичної жіночої організації. В пари народились двоє дітей. Син Ганс-Йоахім (19 вересня 1924 —29 грудня 1944) — фенріх люфтваффе, пілот 9-ї ескадрильї 54-ї винищувальної ескадри. Загинув у бою.
Молодший брат — штандартенфюрер СС Герман Шмаузер, президент поліції. 

## Звання
- Гауптман
- Штурмфюрер СА (1 березня 1930)
- Анвертер СС (14 жовтня 1930)
- Манн СС (14 жовтня 1930)
- Штурмбаннфюрер СС (15 жовтня 1930)
- Штандартенфюрер СС  (15 грудня 1930)
- Оберфюрер СС (6 жовтня 1932)
- Бригадефюрер СС (3 липня 1933)
- Группенфюрер СС (15 вересня 1933)
- Обергруппенфюрер СС (20 квітня 1937)
- Генерал поліції (10 квітня 1941)
- Генерал військ СС (1 липня 1944)

## Нагороди
- Залізний хрест 2-го і 1-го класу
- Військовий орден Святого Генріха, лицарський хрест (9 лютого 1915)
- Орден Альберта (Саксонія), лицарський хрест 2-го класу
- Нагрудний знак «За поранення» в сріблі — за 3 поранення.
- Почесний кут старих бійців
- Почесний хрест ветерана війни з мечами
- Німецький Олімпійський знак 1-го класу
- Йольський свічник
- Кільце «Мертва голова»
- Почесна шпага рейхсфюрера СС
- Медаль «За вислугу років у НСДАП» в бронзі (10 років)
- Медаль «За вислугу років у СС» 4-го, 3-го і 2-го ступеня (12 років)
- Золотий партійний знак НСДАП (30 січня 1940)
- Хрест Воєнних заслуг 2-го і 1-го класу з мечами